# Gasthaus zur blauen Traube (Obenhausen)

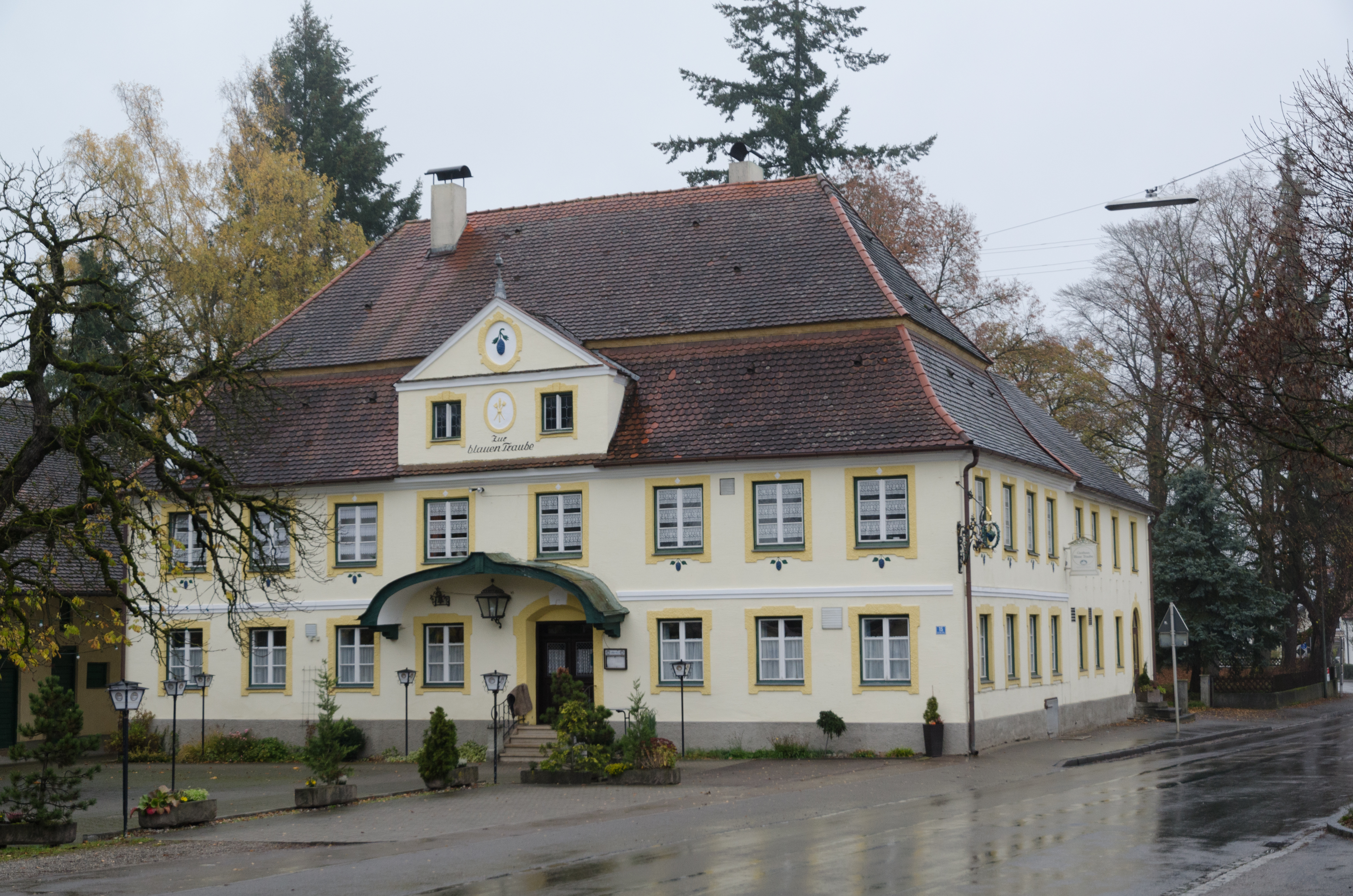
Gasthaus zur blauen Traube in Obenhausen

Das Gasthaus zur blauen Traube in Obenhausen, einem Gemeindeteil von Buch im Landkreis Neu-Ulm in Bayern, wurde im Kern um 1800 errichtet. Das Gasthaus an der Graf-Moy-Straße 15 ist ein geschütztes Baudenkmal.
Der zweigeschossige Mansarddach mit Zwerchgiebel und schlichtem Anbau mit Satteldach im Norden wurde im Kern um 1800 errichtet. In den Jahren 1905/06 erfolgte ein Umbau von Gabriel von Seidl.